# Kuhmoinen
Kuhmoinen (Zweeds: Kuhmois) is een gemeente in de Finse provincie West-Finland en in de Finse regio Centraal-Finland. De gemeente heeft een landoppervlakte van 660,94 km² en telt 2.119 inwoners (2022).